# Primera Guerra Mundial
La Primera Guerra mundial o la Gran Guerra fou un conflicte bèl·lic que va tenir lloc a Europa i al Pròxim Orient entre 1914 i 1918. La política exterior cada vegada més agressiva d'Àustria-Hongria, Rússia i especialment Alemanya va originar el conflicte. El detonant de l'esclat de la guerra fou l'assassinat, el 28 de juny de 1914 a Sarajevo (Bòsnia), de l'hereu al tron dels Habsburg, Francesc Ferran d'Àustria. Després de la declaració de guerra d'Àustria a Sèrbia el 28 de juliol, la majoria d'estats europeus es van veure implicats en el conflicte. Rússia es va mobilitzar en suport de Sèrbia els dies 29 i 30 de juliol. Alemanya va declarar la guerra a Rússia el 1r d'agost i a França el 3 d'agost. Dels 32 països bel·ligerants, els principals estats involucrats van ser, d'una banda, els anomenats «aliats»: França, l'Imperi britànic, Sèrbia, l'Imperi Rus, els Estats Units i el Regne d'Itàlia, i de l'altra les «potències centrals»: l'Imperi alemany, l'Imperi Austrohongarès, l'Imperi turc i Bulgària. Espanya va romandre neutral durant tota la guerra.
Finalitzà amb la signatura de l'armistici de Compiègne l'11 de novembre de 1918, que establia la derrota de les potències centrals, provocada més per un desgast que impossibilitava la continuació de l'esforç militar que no pas per cap derrota militar. En aquest sentit, i amb la decisió dels dos bàndols de no arribar a un status quo després dels primers mesos de guerra, amb l'estil de guerra de desgast i guerra total, la I Guerra mundial representa un canvi radical respecte als conflictes del segle xix. Durant tota la guerra ambdós bàndols van haver d'anar adaptant-se a noves situacions estratègiques, per a les quals no estaven preparats. Hi respongueren amb una escalada militar sense precedents en la història europea que causà un total de nou milions de morts.
La guerra va donar lloc a una profunda reestructuració de la geografia europea: quatre grans imperis, l'austrohongarès, l'alemany, l'otomà i el rus, van deixar d'existir, i van aparèixer els nous estats de Txecoslovàquia, Iugoslàvia, Hongria, Estònia, Letònia, Lituània, Finlàndia i Polònia. Alemanya, a més, perdé les colònies d'ultramar.

## Les relacions internacionals (1870-1914)
A finals del segle xix, un cop unificada Alemanya, el canceller Otto von Bismarck va desenvolupar una política destinada a consolidar el poder alemany a Europa. La seva estratègia va començar amb un potent pla diplomàtic per acabar amb l'hegemonia política que el Regne Unit exercia a Europa. Anglaterra, però, semblava més preocupada pel domini dels seus territoris colonials. Bismarck també va intentar aïllar França que, a part de ser l'enemiga tradicional, reivindicava el retorn dels territoris de l'Alsàcia i la Lorena, perduts el 1871 a conseqüència de la Guerra francoprussiana.
El 1873 Bismarck aconseguí que els tres emperadors europeus signessin una aliança: Guillem I d'Alemanya, Alexandre II de Rússia i Francesc Josep I d'Àustria. Posteriorment s'hi incorporà Itàlia. Aquesta aliança era poc realista, ja que l'Imperi austrohongarès i Rússia es disputaven la influència dels Balcans, i Alemanya es veié obligada a decidir-se. Finalment va renunciar a la participació de Rússia, però va aconseguir un compromís de neutralitat, i així va néixer la Triple Aliança (1882): Alemanya, Àustria i Itàlia.
Nogensmenys, en poc temps la relació russoalemanya es va anar deteriorant, i França ho aprofità oferint a Rússia un suport econòmic que l'ajudava a combatre el fort endeutament, a canvi d'establir un conveni militar (1892), i convencent alhora Anglaterra del perill que suposava el nou desenvolupament alemany. Va néixer així la Triple Entesa (1907): França, Anglaterra i Rússia, i els dos blocs que més tard s'enfrontarien van quedar definits.

## Causes de la guerra

Situació política a Europa el 1914

Tot i que el desencadenant de la guerra va ser l'assassinat de l'arxiduc Francesc Ferran, l'hereu de la corona austrohongaresa el 28 de juny de 1914, les causes indirectes de la guerra van ser la competència econòmica, les rivalitats colonials entre els estats europeus, el rearmament constant i molt accelerat a Europa i els conflictes a la zona dels Balcans.
La guerra va començar com un enfrontament entre l'Imperi austrohongarès i Sèrbia, però després de la declaració de guerra austrohongaresa a Rússia l'1 d'agost de 1914, el conflicte es va transformar en un enfrontament militar a escala europea. Finalment es van incrementar les hostilitats fins a convertir-se en una guerra mundial en la qual van participar 32 nacions. 28 d'aquestes, denominades «aliats», i entre les quals hi havia França, Itàlia, el Regne Unit, Rússia i els Estats Units, van lluitar contra la coalició de les «potències centrals», integrada per Àustria-Hongria, Alemanya, l'Imperi Otomà i Bulgària.

### Colònies, zones de comerç i ascens d'Alemanya
A la fi del segle xix, Europa dominava el món des dels àmbits tecnològic, financer, econòmic i, sobretot, polític; Àfrica és gairebé totalment ocupada (llevat de Libèria i Etiòpia), així com l'Àsia meridional. La Xina va caient a poc a poc sota el domini europeu. Els EUA i Rússia tenen un domini eficient dels seus vasts territoris. Un conflicte entre França i el Regne Unit podia haver esclatat a causa de l'incident de Fachoda, però el ràpid ascens de la potència alemanya va unir els dos països per mitjà de l'Entente cordiale. El Regne Unit especialment, però també França, tenien imperis immensos que gairebé els asseguraven l'exclusivitat del comerç i l'explotació de riqueses en aquests règims colonials. Alemanya, que no tenia gairebé cap colònia, va començar a reclamar-ne algunes a partir de 1870, i va aconseguir petits establiments colonials a la Xina (Tsingtao), a les illes del Pacífic i, sobretot, a l'Àfrica.

### Les crisis marroquines
La conferència de Berlín (1885) havia definit uns acords entre els imperis colonials per al control dels territoris, però al segle xx es van incorporar nous imperis, especialment Alemanya, i van sorgir conflictes un altre cop. El Marroc, encara per repartir, va ser el nou escenari dels conflictes.
El 1905 Alemanya va oferir suport al soldà del Marroc per fer front a les pressions franceses, que pretenien fer-hi un protectorat. Alemanya hi arribà fins i tot a desembarcar, però l'any següent, a la conferència d'Algesires, es va establir un pacte francoespanyol per a l'establiment d'un protectorat, frustrant així les aspiracions alemanyes.
Al cap de poc (1911) va haver-hi un nou conflicte, quan Alemanya va enviar vaixells de guerra al Marroc per protegir els seus súbdits d'una insurrecció ocorreguda al sud. Gran Bretanya es va posar al costat de França incondicionalment.

### Alsàcia i Lorena
Per la seva banda, França desitjava obtenir la revenja del fracàs sofert en la Guerra francoprussiana de 1870 contra Alemanya. En les escoles s'encoratjava els nens, després de les reformes de Jules Ferry, a acolorir Alsàcia i Lorena en negre sobre el mapa de França (territoris que havia cedit a Alemanya en el tractat de Frankfurt). Aquesta generació va ser educada sota la idea de venjar l'afront de 1870. De tota manera, la recuperació de l'Alsàcia i la Lorena fou més una conseqüència de la guerra que no una idea plantejada seriosament pel govern i per l'estat major francès abans del conflicte.

### Els Balcans
Els països dels Balcans, alliberats de l'Imperi Otomà (el «malalt d'Europa»), són objecte de rivalitat entre les grans potències. L'Imperi Otomà, que s'enfonsa lentament, no té a Europa, abans de la guerra, més que Constantinoble i un petit territori al seu voltant. Tots els joves països nascuts d'aquesta descomposició (Grècia, Bulgària, Romania, Sèrbia, Montenegro, Albània) cerquen expandir-se a costa dels seus veïns.
Un punt especialment conflictiu era el de Bòsnia. L'Imperi austrohongarès havia ocupat la zona als otomans i n'havia fet un protectorat amb certa autonomia i un parlament propi. Nogensmenys, els intents de Sèrbia per controlar Bòsnia, amb la idea de reunir en un mateix país tots els serbis, provocaren continus conflictes a Bòsnia, de manera que el govern austrohongarès decidí suspendre'n l'autonomia i annexar directament el territori a l'imperi.
A més, els dos enemics seculars de l'Imperi Otomà continuen la seva política tradicional. L'Imperi austrohongarès desitja continuar la seva expansió en la vall del Danubi, fins al mar Negre. Rússia, que està lligada històricament i cultural als eslaus dels Balcans, de confessió ortodoxa, i que els ha brindat el seu suport ja en el passat, disposa d'aliats naturals en la seva política de conquesta d'un accés lliure a la Mediterrània, que passa pel control dels estrets (el Bòsfor i els Dardanels) i, en darrer terme, pel control de la capital otomana. Evidentment, aquestes dues polítiques entre una potència catòlica i una d'ortodoxa, provoquen enfrontaments a la zona dels Balcans.

## Elcasus bellii la crisi de juliol
L'esdeveniment detonant del conflicte va ser l'assassinat de l'arxiduc Francesc Ferran, hereu del tron de l'Imperi Austrohongarès, i la seva esposa, a Sarajevo el 28 de juny de 1914 a mans del jove estudiant nacionalista serbi Gavrilo Princip.
El govern i l'estat major de l'Imperi Austrohongarès aprofitaren l'esdeveniment per a intentar arreglar d'una vegada per totes la «qüestió sèrbia». Àustria-Hongria esperà tres setmanes abans de decidir una cursa d'acció i obtingué d'Alemanya un «xec en blanc» que li prometia suport a qualsevol decisió que prenguessin. Una vegada assegurat el suport, el 23 de juliol el govern austrohongarès envià un ultimàtum a Sèrbia, del qual Sèrbia acceptà totes les condicions excepte la que exigia que agents austríacs poguessin participar en la investigació de l'assassinat de l'arxiduc i que Sèrbia se'n declarés responsable. A partir d'aquest moment es trencaren les relacions diplomàtiques i Àustria-Hongria declarà la guerra a Sèrbia el dia 28 de juliol i mobilitzà el seu exèrcit el dia 30. Complint amb els compromisos de defensa mútua, Rússia també mobilitzà el seu exèrcit, tot i que encara no declarà la guerra a Àustria-Hongria.
Com a conseqüència de la mobilització russa, Alemanya envià un ultimàtum a Rússia el dia 31, exigint l'aturada de les operacions en 12 hores. Com que el dia 1 d'agost el govern alemany no havia rebut cap resposta, Alemanya declarà la guerra a Rússia. El dia 2 d'agost Alemanya ocupà Luxemburg, com a pas preliminar per a la invasió de Bèlgica i la posada en marxa del Pla Schlieffen. Tot i així, Alemanya encara envià un ultimàtum a Bèlgica exigint pas lliure pel seu territori cap a França. Com era previsible, els belgues refusaren i el kàiser Guillem II suggerí al cap d'estat major, Helmuth von Moltke, anul·lar la invasió de França, amb l'esperança de no globalitzar el conflicte, però finalment el Pla Schlieffen tirà endavant.
El 3 d'agost Alemanya declarà la guerra a França i inicià la invasió de França el 4. Aquest acte violava la neutralitat belga, que Alemanya, França i el Regne Unit s'havien compromès a respectar per tractat, i fou el casus belli ideal perquè el govern britànic declarés la guerra a Alemanya. El canceller alemany Bethmann-Hollweg reconegué al Reichstag que la invasió de Bèlgica era contrària a la llei internacional, però que Alemanya es trobava «en un estat de necessitat i la necessitat no sap de lleis». Finalment, el dia 4 d'agost el Regne Unit declarà la guerra a Alemanya.

## Front occidental

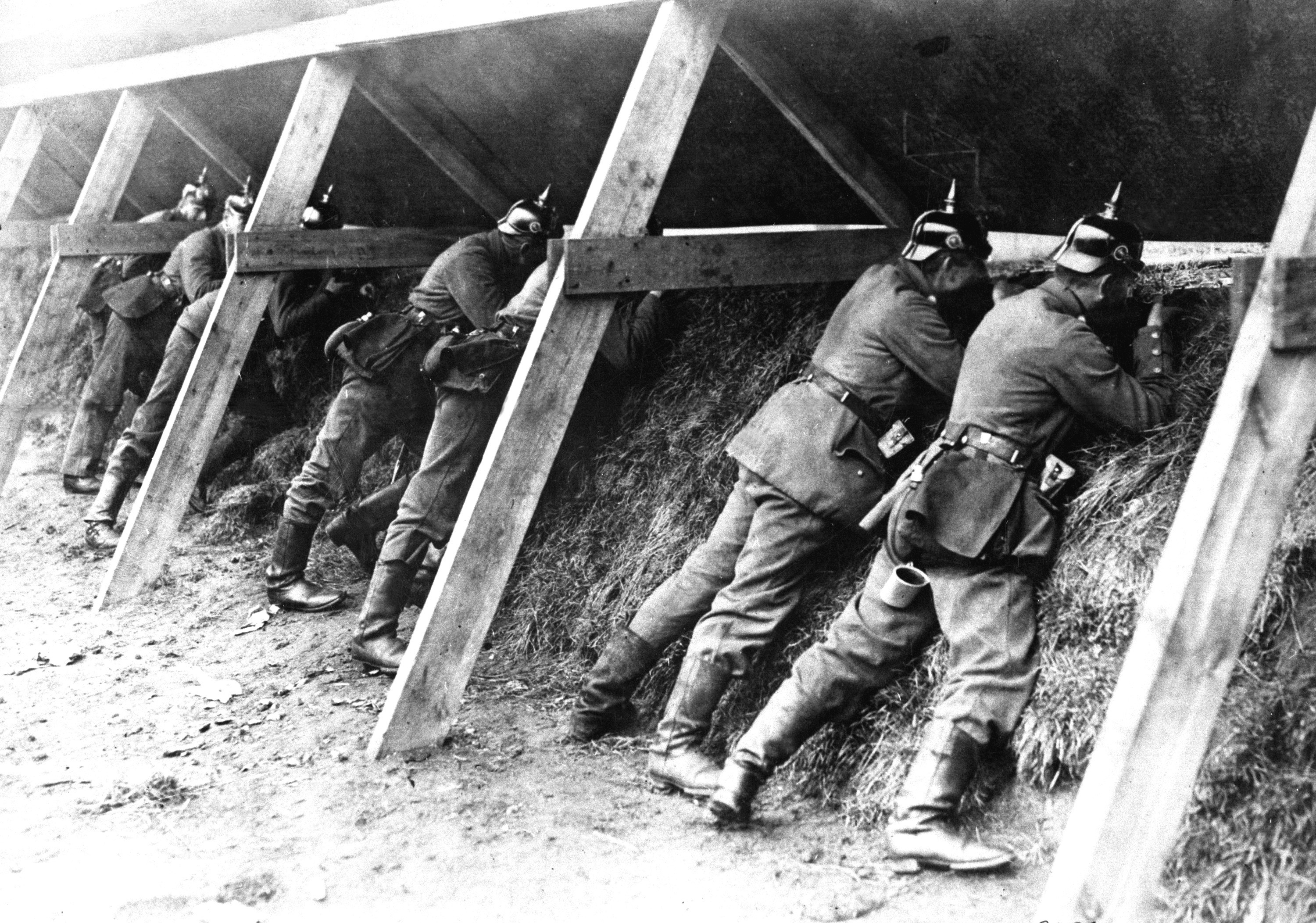
Alemanys a les seves trinxeres ben protegides a la frontera belga mostrant els homes en l'acte d'apuntar al seu enemic. ID: HD-SN-99-02292

### Guerra de moviment: batalles en les fronteres
El 1914, els estats majors europeus pensaven que la guerra seria curta. Però els generals, que havien estudiat les guerres napoleòniques, estaven equivocats en el seu enfocament inicial de l'enfrontament. Per adaptar-se a l'enorme eficàcia adquirida per les armes a causa de la revolució industrial, les fortificacions havien estat reforçades, però la doctrina d'infanteria no es va tenir en compte.
Els francesos van agrupar les seves tropes a la frontera francoalemanya, entre Nancy i Belfort, dividides en cinc exèrcits. Preveient un atac frontal, van organitzar el Pla XVII. Per contra, els alemanys tenien un pla molt més ambiciós. Comptaven amb un ràpid moviment envolvent per Bèlgica per sorprendre les tropes franceses i marxar cap a l'est de París (Pla Schlieffen de 1905) i després enfrontar-se a les forces franceses al Jura i la frontera suïssa. Van estacionar uns 2/7 de les seves tropes sobre la frontera per resistir l'atac frontal i van preparar 5/7 a marxes forçades.
El començament del pla transcorregué perfectament per als alemanys, que van derrotar l'exèrcit francès en la Batalla de Charleroi (21 d'agost). Simultàniament els francesos van llançar el Pla XVII, però va resultar una catàstrofe, bàsicament perquè es basava en la creença que el centre alemany estava afeblit i amb pocs efectius. No sols no era així sinó que els alemanys disposaren de superioritat numèrica a les Ardenes. A part d'això, els francesos creien que l'abrupte terreny de les Ardenes els afavoriria, cosa que no va ser així, ja que no pogueren desplegar la seva superior artilleria de campanya. Per contra, els alemanys van progressar sempre i van trobar la guarnició de París i les tropes de reserva en la Primera Batalla del Marne que marcà l'abandó definitiu dels plans anteriors a la guerra.

### Batalla del Marne i la cursa cap al mar
Les batalles del Marne són dues operacions bèl·liques de la Primera Guerra mundial.
En la Primera Batalla del Marne, del 6 al 13 de setembre de 1914, situada en la campanya al nord de París, els exèrcits francesos, reorganitzats pel mariscal Joffre, van aconseguir aturar l'avanç dels alemanys, trencant el seu avanç i convertint la guerra ràpida del Pla Schlieffen en guerra de posicions. En la Segona Batalla del Marne entre el 15 de juliol i el 5 d'agost de 1918, dirigida per Ferdinand Foch, es va inclinar la balança a favor dels aliats.

### Guerra de posició

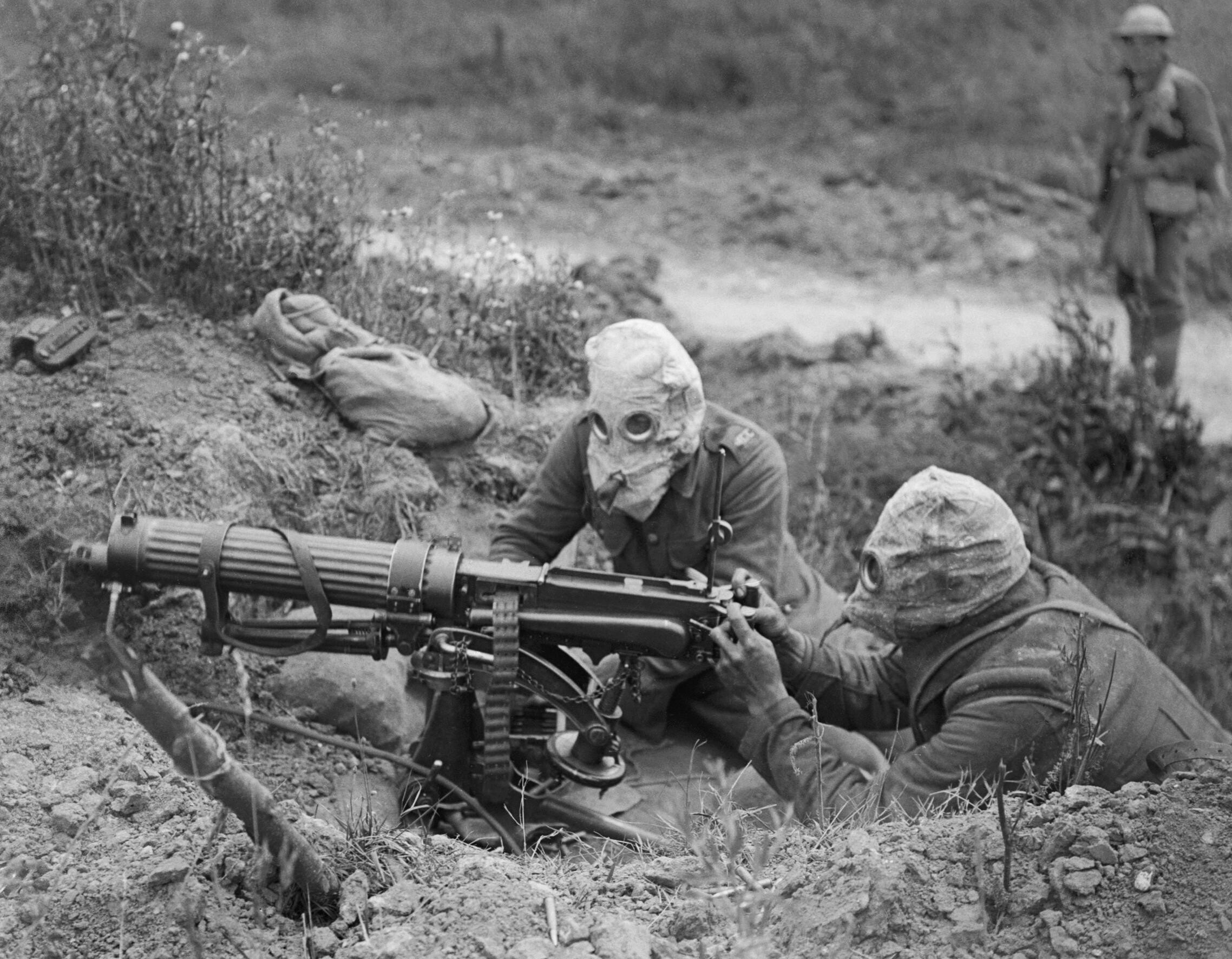
Soldats britànics servint una metralladora Vickers durant la batalla del Somme, el juliol de 1916. Per protegir-se de la guerra química duien caretes antigàs

Després d'aquestes diferents estratègies tan ambicioses, l'equilibri de forces i la presència d'un exèrcit anomenat mitrailleuse facilita enormement la defensa enfront de l'atac i imposa una estabilització del front. Els soldats de trinxera van col·locar quilòmetres de filats i mines. Un assalt presentava tal desavantatge enfront de l'adversari que cap dels dos bàndols es va decidir a llançar una ofensiva d'envergadura.
A la fi de 1915, L'arxiduc Falkenhayn proposa el seu projecte a l'emperador: atacar Verdun (Mosa), plaça forta i impenetrable segons la publicitat francesa, però que estava en posició delicada, per no tenir un camí o una via fèrria per al seu reavituallament. Ell esperava que la seva caiguda afebliria la moral dels soldats francesos. El 21 de febrer de 1916, l'atac pròpiament s'inicia: l'artilleria vigila les posicions franceses. Els alemanys avancen poc, però les pèrdues de la part francesa eren enormes. El 25 de febrer, el General Langle de Cary decideix abandonar, cosa que era el més raonable des d'un punt de vista estratègic. Però el comandament francès pensava que no podrien permetre's perdre Verdun i nomena en el seu lloc Philippe Pétain, el qual organitza una sèrie de violents contraatacs. Els alemanys van transformar aquesta batalla de front reduït en una vasta guerra. L'1 de juliol, els anglesos desfermen una batalla paral·lela a Verdun, en la Batalla de Somme, a fi de dividir les tropes alemanyes i reduir la pressió sobre França. Els alemanys van retrocedir el 15 de desembre i van perdre 5 quilòmetres de territoris, però els van recuperar ràpidament.

## Front oriental
L'estratègia de guerra alemanya funciona també contra Rússia. Els exèrcits russos eren enormes i França era necessària per a dividir l'exèrcit alemany. Però el seu nombre impressionant de soldats (8 milions el 1914) amagava la veritat: compost principalment per camperols sense cap formació militar, mal armats i mal equipats, no estava preparat per a enfrontar-se a la màquina de guerra germànica. El comandament rus és també mediocre. Els dos exèrcits s'enfronten en la Batalla de Tannenberg (Prússia oriental) del 25 al 30 d'agost de 1914, després en la batalla de Mazure del 6 al 15 de setembre de 1914. En els dos casos els russos van sofrir flagrants derrotes i van ser obligats a replegar-se.
Paul von Hindenburg, el comandant alemany d'aquesta campanya, va ser enviat al front occidental per aplicar allí els mateixos mètodes. Ignora que el front s'ha estabilitzat i que els francesos han cavat trinxeres i plantat extensos camps de mines.

## La guerra a la Xina i al Pacífic

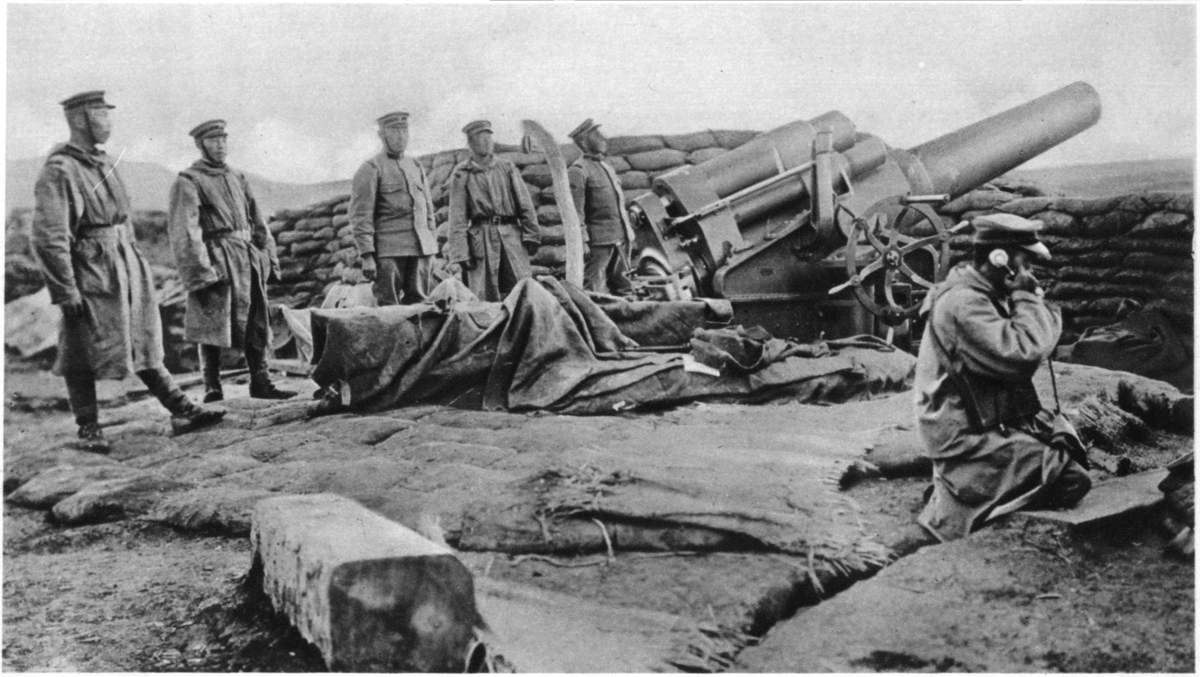
Artilleria japonesa a Tsingtao

Després de l'esclat de la guerra, l'Imperi Japonès va enviar un ultimàtum a Alemanya, demanant l'evacuació del nord-est de la Xina. Alemanya es va negar a complir-lo, de manera que el Japó va entrar en la guerra del costat dels aliats el 23 d'agost de 1914. Les tropes japoneses van ocupar les possessions alemanyes a les Illes Carolines i a les Marianes. El 1915, Japó va presentar les vint exigències que obligaven la Xina a no llogar ni cedir cap territori enfront de l'illa de Taiwan a cap país, excepte al Japó. El 1919, la Xina va cedir els drets comercials de Mongòlia interior i Manxúria al Japó. Mentrestant, al Pacífic també hi va haver moviments encara que no batalles d'importància. Les tropes australianes estacionades a Papua van ocupar sense problemes la Nova Guinea Alemanya, mentre que el Japó i Nova Zelanda van dirigir atacs contra les bases alemanyes a les Illes Marianes. El port xinès de Tsingtao, principal base alemanya a l'Extrem Orient, va ser ocupat pels japonesos. Al final de la guerra les illes més al nord del Pacífic d'Alemanya van entrar sota un mandat japonès de la Societat de Nacions, anomenat Mandat del Pacífic Sud.

## Altres fronts

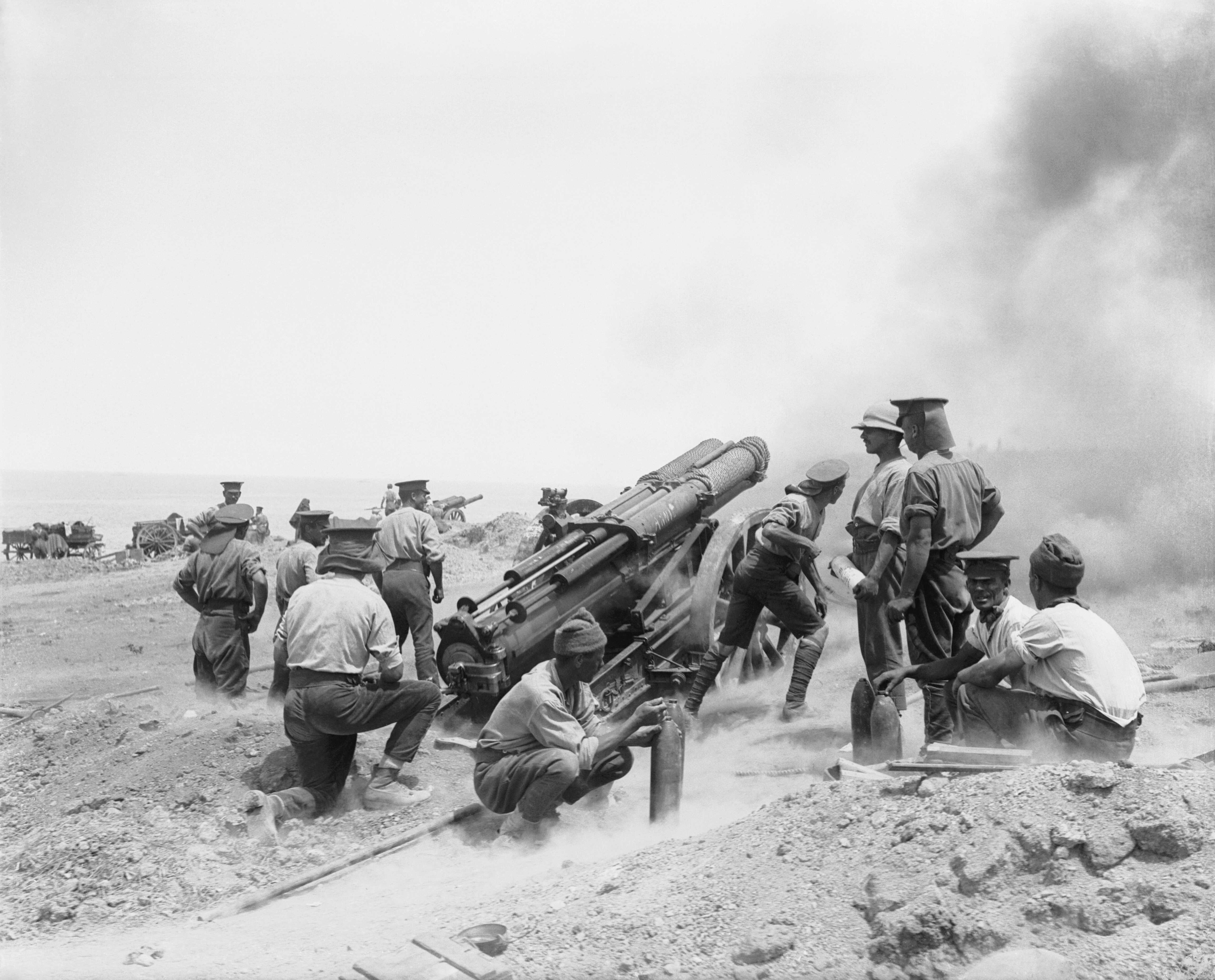
Peça d'artilleria britànica, a Helles, Gal·lípoli, juny de 1915

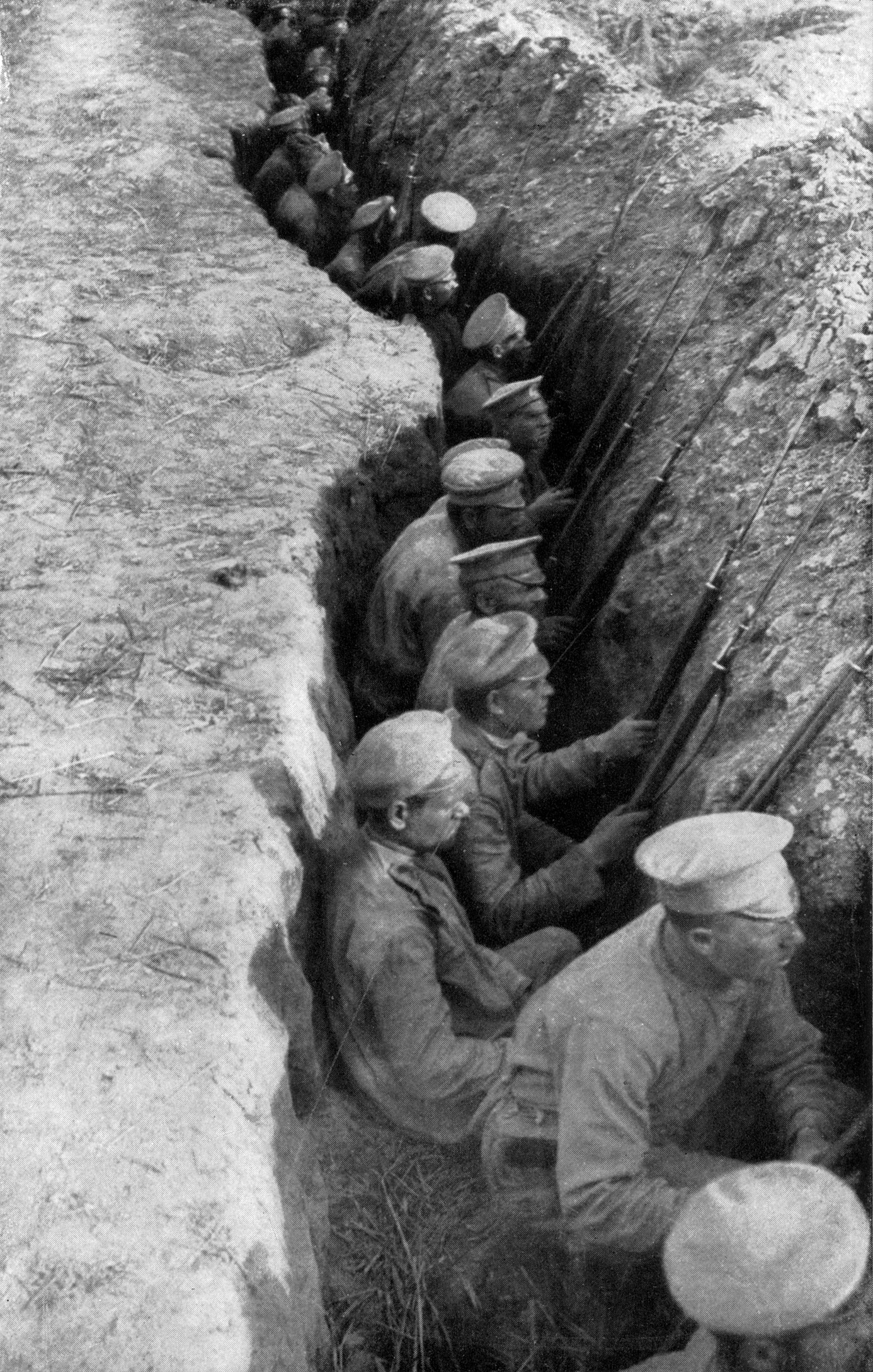
Soldats russos esperant un atac alemany en una línia de trinxeres.

Els altres fronts van intentar maniobres de distracció, però cap va tenir-ne tanta importància com els dos fronts principals:
Els aliats desfermen la Batalla de Gal·lípoli en 1815 per permetre a França i Anglaterra revitalitzar Rússia i tancar els Dardanels als imperis centrals. Aquesta idea, defensada netament per Winston Churchill, s'iniciarà amb el desembarcament de Gal·lípoli, però els aliats no aconsegueixen penetrar per sorpresa en l'Imperi Otomà i fracassen en les successives ofensives. L'operació va ser un fracàs, encara que el cos expedicionari constitueix l'exèrcit d'orient, estacionat prop del camp de Salònica. Aquest exèrcit sostindrà tot seguit els serbis i participarà en l'enfonsament de l'imperi Austrohongarès. Romania va declarar la guerra a l'Imperi austrohongarès el 27 d'agost de 1916, i en conseqüència els alemanys van declarar-los la guerra l'endemà i Bulgària, sense declaració de guerra, va atacar Romania el 31 d'agost. L'entrada de Romania en la guerra minvà l'accés al gra de l'Imperi austrohongarès i va obligar els alemanys a retirar tropes de Verdun. Tot i el contraatac romanès al Danubi, Bucarest va caure en mans alemanyes el 6 de desembre de 1916, i confinà l'exèrcit romanès a Moldàvia.
Amb el coronel Lawrence, anomenat Lawrence d'Aràbia, els anglesos van fomentar la revolta de les tribus àrabs per pertorbar els otomans. El ministre d'afers exteriors anglès, lord Arthur Balfour, proposa l'establiment d'un estat jueu a Palestina per obtenir el mètode de fabricació de l'acetona i motivar els jueus nord-americans perquè donessin suport a l'ingrés dels EUA en la guerra. El mateix any, els anglesos ataquen Palestina (on mantindrien després el control fins a 1947).
A l'Àfrica, britànics i francesos van atacar des de tots els fronts les colònies alemanyes, envoltades per les seves possessions. Les forces germàniques a Togolàndia i Camerun es van rendir ràpidament a les tropes anglofranceses, mentre que la colònia de l'Àfrica del Sud-oest va ser envaïda per l'exèrcit sud-africà i ocupada totalment el 1915. Només la colònia de Tanganica (Tanzània continental), sota la direcció del general Paul von Lettow-Vorbeck, va resistir sota domini alemany fins al final de la contesa.
Els alemanys, amb els primers submarins, van intentar imposar un bloqueig complet a Anglaterra i França, interceptar el suport de les seves colònies i trencar les rutes d'aprovisionament entre Amèrica (carn de l'Argentina, armament nord-americà) i Europa. Els torpedes llançats contra el RMS Lusitania, en el qual viatjaven 123 nord-americans, va provocar una viva reacció als EUA, que es va preparar per entrar oficialment en guerra al costat dels aliats.

## 1917, el viratge de la guerra

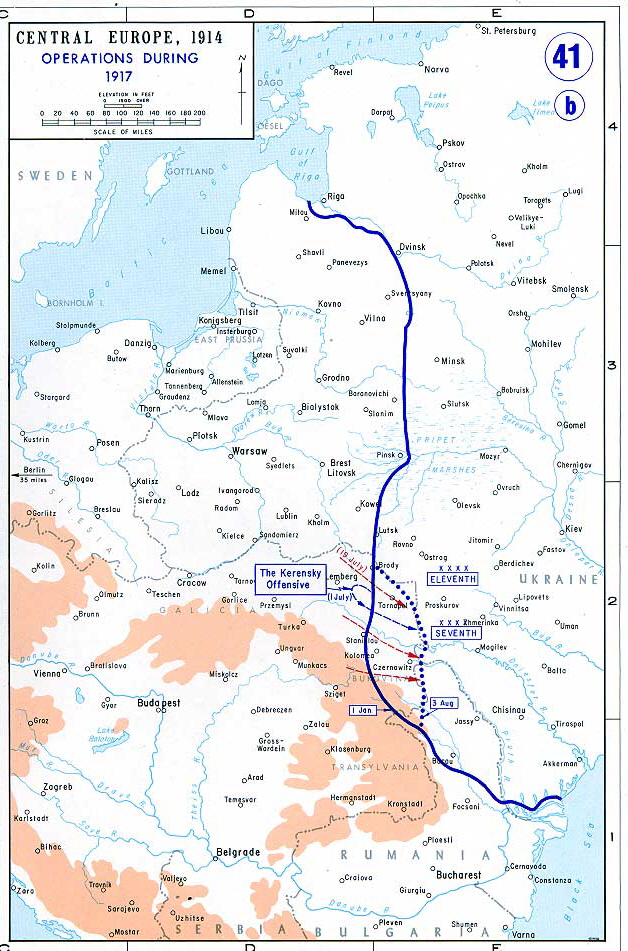
Front oriental el 1917

Al març de 1917, l'estat major imperial alemany pren la decisió estratègica de mobilitzar el front més cap al nord, sobre la "línia de Hindenburg", evacuant totes les seves tropes de les posicions ocupades posteriorment a 1914 en el sector de l'Aisne. Dinamiten sistemàticament els edificis emblemàtics de les ciutats ocupades. També desapareixen les fortaleses de Ham i de Coucy (27 de març de 1917). Aquest any també veurà com el tanc, una arma estrenada pels britànics durant les batalles del Somme de 1916, demostra finalment el seu potencial en un atac combinat amb la infanteria a Cambrai: aquesta batalla, si bé no pot consolidar el seu èxit inicial, demostra el camí tàctic per posar fi a la guerra de posicions.

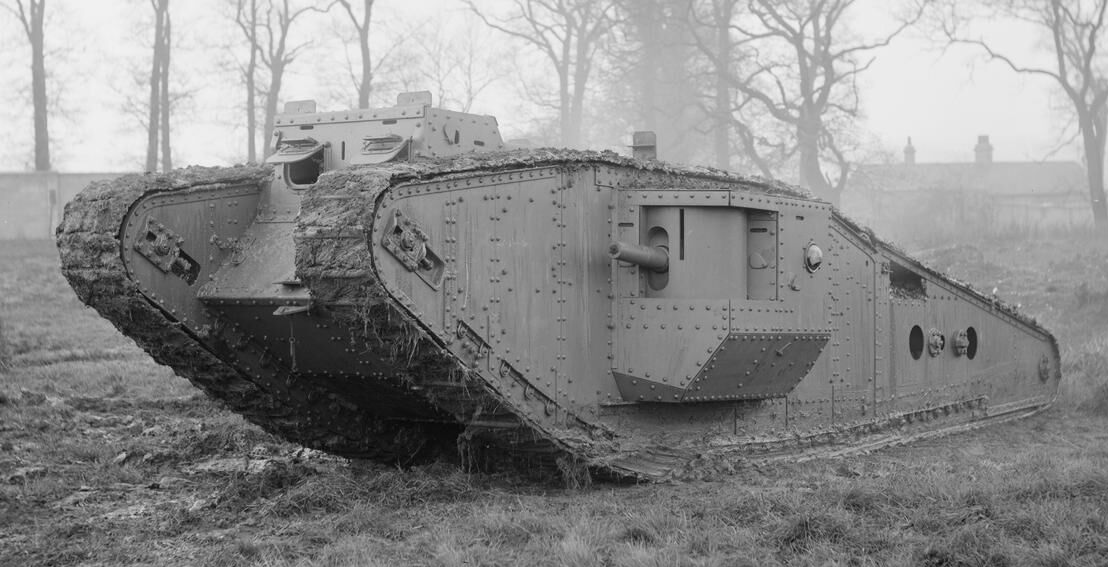
Tanc britànic Mark IV Tadpole. El seu sobrenom, Capgròs, li ve de la seva forma allargada dissenyada per poder travessar les fosses

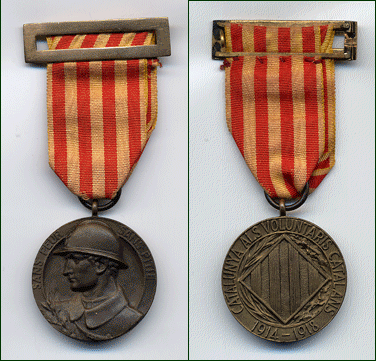
Medalla honorífica als voluntaris catalans que van lluitar en la Primera Guerra mundial. A banda dels soldats nord-catalans que van formar part de les lleves de l'exèrcit francès, en la Primera Guerra mundial oficialment van lluitar un miler de voluntaris catalans del Principat, tot i que és probable que n'hi hagués més. Van anar al front per defensar les democràcies occidentals contra l'autoritarisme dels imperis centrals i, de retruc, reivindicar la identitat catalana davant la comunitat internacional

La guerra submarina a ultrança va provocar que els Estats Units i Brasil entressin en la guerra junt amb els aliats.
A Rússia amb el triomf de la Revolució de Febrer de 1917 va abdicar el Tsar, i el Govern Provisional constituït a Rússia, sota la presidència primer del príncep Lvov i després del dirigent socialrevolucionari Aleksandr Kérenski, va decidir continuar la guerra dins de les potències de l'Entesa. El Govern Imperial Alemany va decidir intentar aconseguir la victòria al Front de l'Est aprofitant el sentiment antibel·licista existent a Rússia; per això, va permetre al dirigent bolxevic Lenin viatjar en un vagó de tren segellat des de Suïssa, on residia, cap a Rússia passant per Alemanya, Suècia i Finlàndia. En tornar, el 3 d'abril de 1917 va publicar les "Tesis d'abril" en el diari Pravda. Kérenski decideix el 16 de juny atacar l'Imperi Austrohongarès, una aventura que acabarà el 2 de juliol guanyant-se un enfrontament amb el sector conservador de l'Exèrcit, liderat per Lavr Kornílov. Dos dies després, hi haurà protestes i manifestacions en contra del govern a Petrograd i dos dies més tard l'Imperi Austrohongarès i els alemanys, contraataquen Rússia, que estarà en un estat de pànic i saquejarà la ciutat ucraïnesa de Tarnopol i ordena l'arrest de líders bolxevics. Durant el cop d'Estat de Kornílov a l'agost, Kérenski repartí armes entre els treballadors de Petrograd. Després del cop d'estat i la subseqüent dimissió dels ministres del segon govern de coalició, Kérenski es proclamà comandant en cap suprem d'una Rússia esgotada amb el poble rus que volia la pau a qualsevol preu. Lenin i el seu partit bolxevic prometien «pau, terra i pa» sota un sistema comunista; així mateix, l'exèrcit es descomponia a causa de les desercions dels soldats d'origen obrer i camperol. Kérenski i altres líders polítics, però, se sentiren obligats a complir els compromisos establerts amb els aliats i continuar la guerra contra Alemanya, suposant també que una retirada de Rússia implicaria una cessió territorial enorme. La seva negativa a retirar Rússia de la guerra fou la seva perdició. El mateix 1 de setembre, Rússia serà declarada una República per Kerenski.
Amb el triomf de la Revolució d'octubre els bolxevics van signar l'armistici amb els imperis centrals durant el mes de desembre, i després la pau de Brest-Litovsk (negociada per Lev Trotski) el març de 1918. Per a obtenir aquesta pau van consentir enormes sacrificis econòmics, com lliurar als alemanys un "tren d'or" (el contingut del qual va ser més tard confiscat a Alemanya pel tractat de Versalles). A més, Alemanya ocupà Polònia, Ucraïna, Finlàndia, els països bàltics i una part de Belarús. Els alemanys aprofiten aquesta situació per a enviar importants reforços al front occidental i intentar obtenir una victòria ràpida abans de l'arribada dels nord-americans. Es produeix una tornada a la "guerra de moviments".

## 1918, fi de la guerra
L'any 1918 es torna a la guerra de moviment. Reforçats per les tropes provinents del front est, els alemanys posen totes les seves forces en l'última ofensiva de l'oest, a partir de març de 1918, sobre el riu Somme, a Flandes, al Chemin des Dames i a Champagne (ofensiva Michael). Inicialment, l'operació gaudeix d'un èxit espectacular, particularment en el front del 5è exèrcit britànic, les divisions del qual es troben mancades de soldats. Malgrat els grans avenços dels primers dies, no aconsegueixen trencar les línies aliades, i les fallides logístiques acaben per condemnar l'ofensiva. A partir d'aquí els aliats contraatacaran fins al final de la guerra: mal alimentades, mal rellevades, cansades, les tropes alemanyes no van poder resistir els exèrcits aliats coordinats pel general Ferdinand Foch i reforçats pel material i els soldats americans, els primers tancs (Renault FT-17) i la superioritat submarina i aèria: després d'una revolució obrera a Berlín, el govern de la nova república alemanya signà l'armistici de Compiègne l'11 de novembre de 1918.

## Conseqüències
La Primera Guerra mundial va tenir conseqüències molt importants en tots els àmbits. Alguns historiadors, com Eric Hobsbawm, consideren que la guerra va marcar el començament real del segle xx. S'anomena "segle xx breu" una idea del segle caracteritzada per l'ordre polític iniciat amb aquest conflicte i que conclou amb el final de la guerra freda.
Amb el desmembrament total del sistema diplomàtic conegut com a "concert europeu" i les diferents aliances orquestrades durant el segle xix per estadistes com Metternich o després Otto von Bismarck, les negociacions de pau es van haver de tornar a anivellar construint l'anomenada Societat de Nacions.
Les conseqüències polítiques són enormes: 
- Esclat de la Revolució russa, que va portar el comunisme a Rússia.
- Canvi de sistema polític a Alemanya: l'Imperi alemany va esdevenir la República de Weimar, i Guillem II de Prússia s'exilia als Països Baixos.[28]
- Redistribució important de les fronteres:
  - Es van desmembrar els imperis austrohongarès i turc.
  - Van tenir pèrdues territorials: Imperi alemany, Imperi Rus i Bulgària.
  - Van tenir guanys territorials: l'Imperi britànic, França, Regne d'Itàlia, Grècia, Romania, Sèrbia (que va esdevenir el Regne dels serbis, croats i eslovens), el Japó, i els Estats Units.
  - Van aparèixer nous estats: Polònia, Txecoslovàquia, Lituània, Letònia, Estònia, Finlàndia i Iugoslàvia.

També hi va haver grans convulsions econòmiques, com ara el descens de la població activa, i socials.

### Pèrdues humanes i materials
D'un total de 8 milions de morts, França va tenir 1,3 milions de morts en combat, Alemanya 1,7 milions i la Gran Bretanya, 900.000. L'estancament demogràfic francès es perllonga, amb un envelliment de la població que només assoleix créixer amb la immigració, que participa en la reconstrucció del país, el nord del qual està en ruïnes: cases, ponts, vies fèrries, fàbriques...

### Pèrdua de prestigi dels europeus en les colònies del món
La guerra va ser mundial: es va conèixer a l'Àfrica, on els francobritànics es van apropiar de colònies alemanyes, i a l'Extrem Orient, on el Japó va fer el mateix amb les Illes Marianes i Nova Guinea. Les colònies van subministrar queviures, matèries primeres i soldats. Després de la guerra els pobles colonials no van creure més en el que se'ls havia inculcat sobre la superioritat natural de la metròpoli, i van reclamar una millora de la seva situació. A aquest primer descens de la influència d'Europa en les colònies, se suma l'expansió dels EUA, el més beneficiat per la guerra, juntament amb el Japó, i les capitals d'un país i de l'altre es van col·locar al costat de París i Londres en l'escena internacional.

### Transformació social
Les diferències socials es van accentuar amb l'enriquiment dels "mercaders d'armes" i l'empobriment dels petits estalviadors, els retirats i els assalariats afectats per la inflació. Les dones van adquirir un nou lloc en la societat, i es van tornar indispensables durant tota la guerra, en el camp, les fàbriques, les oficines, les escoles (per a compensar la marxa de nombrosos professors)... el feminisme progressa, la moda evoluciona, el dret a vot és acordat a la Gran Bretanya, Alemanya, EUA i Rússia, però no a França.

### L'aparent victòria democràtica
Quatre imperis autoritaris es van esfondrar, cosa que va transformar profundament el mapa d'Europa, redissenyat pel tractat de Versalles de 1919: l'imperi dels tsars es transforma en la Rússia comunista, l'Imperi Otomà es redueix a Turquia, l'Imperi austrohongarès és desmantellat i dona peu al naixement de les minúscules Àustria i Hongria, i d'una Txecoslovàquia i una Iugoslàvia independents, la fi del segon Reich, que veu retallat el territori, tallat en dos pel corredor polonès, desmilitaritzat, confiscades les seves colònies, supervisat, condemnat a pagar enormes compensacions i tractat com a responsable del conflicte.

## Voluntaris Catalans en la Primera Guerra Mundial
Els voluntaris Catalans en la Primera Guerra Mundial és un terme que fa referència a aquells catalans, alguns amb ciutadania francesa i d'altres no, que van lluitar com a voluntaris en l'exèrcit francès per tal de donar suport als aliats durant la Primera Guerra Mundial.
Un miler de catalans del Principat de Catalunya, en tant que ciutadans espanyols i, per tant, estrangers a França, s'allistaren al Regiment de Marxa de la Legió Estrangera. Els nord-catalans, en canvi, per mor de llur ciutadania francesa, foren allistats als regiments francesos de l'Exèrcit de França.
Els voluntaris catalans no formaven una unitat autònoma dins la Legió Estrangera Francesa. Ingressaren al Regiment de Marxa de la Legió Estrangera, subdividit aquest en el 1r, 2n i 3r regiments. La presència catalana se centrà majoritàriament en el 1r Regiment de Marxa de la Legió Estrangera.